# Утакмице фудбалске репрезентације Мађарске 2010.
| Домаћин | Гост |

Фудбалска репрезентација Мађарске је током 2010. године одиграла девет званичних утакмица. Програм фудбалске репрезентације Мађарске за 2010. укључивао је пет пријатељских и четири квалификационе утакмице за Европско првенство. Репрезентација је у септембру почела наступ у Шведској у групи Е квалификација за Европско првенство у фудбалу 2012. године. У четири одиграна меча европских квалификација резултат је био три победе и један пораз. Репрезентација је добила једну од пет пријатељских утакмица, једну ремизирала и три пута изгубила.

## Утакмице
Победа
  Нерешено
  Пораз
| Мађарска   | 1 : 1    | Русија            |
| ---------- | -------- | ----------------- |
| Ванцак 39’ | Извештај | 59’ Билјалетдинов |

| Мађарска | 0 : 3    | Немачка                                    |
| -------- | -------- | ------------------------------------------ |
|          | Извештај | 5’ (пен.) Подолски · 69’ Гомез · 73’ Какау |

| Холандија                                                          | 6 : 1    | Мађарска |
| ------------------------------------------------------------------ | -------- | -------- |
| Ван Пери 21’ · Снајдер 55’ · Робен 64’ 78’ · Бомел 71’ · Елија 74’ | Извештај | 6’ Џуџак |

| Енглеска       | 2 : 1    | Мађарска           |
| -------------- | -------- | ------------------ |
| Џерард 69’ 73’ | Извештај | 62’ (аг.) Јагјелка |

| Шведска             | 2 : 0    | Мађарска |
| ------------------- | -------- | -------- |
| П. Вернблум 51’ 73’ | Извештај |          |

| Мађарска               | 2 : 1    | Молдавија      |
| ---------------------- | -------- | -------------- |
| Гергељ 50’ · Коман 66’ | Извештај | 79’ А. Суворов |

| Мађарска                                                                       | 8 : 0    | Сан Марино |
| ------------------------------------------------------------------------------ | -------- | ---------- |
| Рудолф 10’ 25’ · Салаи 17’ 27’ 48’ · Коман 59’ · Џуџак 89’ · Гера 90+1’ (пен.) | Извештај |            |

| Финска        | 1 : 2    | Мађарска              |
| ------------- | -------- | --------------------- |
| М. Форсел 86’ | Извештај | 50’ Салаи · 90’ Џуџак |

| Мађарска                | 2 : 0    | Литванија |
| ----------------------- | -------- | --------- |
| Пришкин 61’ · Џуџак 80’ | Извештај |           |

| Претходна година: 2009. | Утакмице фудбалске репрезентације Мађарске 2010. | Наредна година: 2011. |

## Голгетери у 2010.
| - Вилмош Ванцик - Ласло Боднар - Балаж Џуџак - Гергељ Рудолф - Владимир Коман - Адам Салаи - Золтан Гера - Тамаш Пришкин |

## Белешка
1. ↑  Црвени картон (два пута жути): 49, 89. Игор Денисов (Русија).
2. ↑  Деби Жолт Лацка (Дебрецен), Владимир Комана (Бари), Јанош Лазока (МТК Будимпешта) и Кристиан Немета (АЕК Атина) за Мађарску
3. ↑  Деби Холгер Бадстубера (Бајерн Минхен) за Немачку
4. ↑  Деби Акош Елека (Видеотон) за Мађарску
5. ↑  Последња међународна утакмица Мађарске коју је водио национални селектор Ервин Куман
6. ↑  Деби Мајкла Довсона (Тотенхем), Кјерена Гибса (Арсенал), Боби Заморе (Фулам) и Џека Вилшира (Арсенал) за Енглеску
7. ↑  Деби Золтана Липтака (Видеотон) за Мађарску. Прва међународна утакмица Мађарске коју води национални селектор Шандор Егервари
8. ↑  Црвени картон 90+3 за Карла Валентинија (Сан Марино)
9. ↑  Последња међународна утакмица коју је водио национални тренер Стјуарт Бактер (Финска)

## Извори и спољашње везе
- Репрезентација Мађарске на фудбалској бази података
- Утакмице репрезентације Мађарске (2010)
- eu-football (2010)